# Teresio Bocca
Teresio Ercole Bocca (Fubine, 10 dicembre 1825 – Verona, 4 marzo 1897) è stato un generale, filantropo e politico italiano.
Nel 1890, sotto il governo di Francesco Crispi, fu nominato Senatore del Regno dal re Umberto I di Savoia. L'anno successivo si ritirò a vita privata dedicandosi assieme alla moglie, la nobildonna Lavinia Trezza, a opere di beneficenza sia a Sommacampagna sia a Verona.

## Biografia
Nato da una famiglia borghese di possidenti con proprietà anche a Torino, frequentò nella capitale subalpina la Regia Accademia Militare, iniziando la carriera delle armi nel 1848 come sottotenente di fanteria. Allo scoppio della prima guerra di indipendenza, vi partecipò come luogotenente. Nel 1853 fu promosso capitano d'ordinanza nei Granatieri di Sardegna.
Nel 1859 prese parte, come capitano di Stato Maggiore, alla seconda guerra di indipendenza, distinguendosi per valore nella battaglia di Palestro, in quella di Magenta e San Martino.
In forza all'esercito italiano dopo l'unità d'Italia, vi svolse una brillante carriera, partecipando anche alla terza guerra di indipendenza come colonnello, fino a raggiungere successivamente il grado di tenente generale.
Comandò le divisioni di Milano, Bari e Firenze ed il VII Corpo d'armata di Ancona e Chieti.
Fubine, sua città natale, gli ha intitolato nel 1935 una via.
È sepolto nel cimitero monumentale di Verona, in un monumento realizzato da Romeo Cristani.